# Shayne Ward (album)
Shayne Ward este primul album de studio al interpretului britanic Shayne Ward. Materialul a obținut poziția cu numărul 1 în UK Albums Chart, datorită celor peste 200.000 de exemplare vândute în prima săptămână. De pe Shayne Ward au fost lansate trei discuri single, „That's My Goal”, „No Promises” și „Stand by Me” .

## Discuri single
- „That's My Goal”, primul extras pe single al albumului a debutat direct pe locul 1 în UK Singles Chart, datorită celor 742.180 de unități comercializate în prima săptămână.[1] Cântecul s-a poziționat pe locul 1 și în Irlanda, unde a staționat timp de șapte săptămâni.[2]
- „No Promises”, cel de-al doilea disc single al materialului a obținut poziția secundă în Regatul Unit și a debutat pe locul 1 în Irlanda.[3] De asemenea, acesta s-a clasat pe treapta cu numărul 4 în Suedia și pe locul 13 în Norvegia.[3]
- „Stand by Me” a fost ultimul single al materialului, obținând clasări de top 20 atât în Irlanda, cât și în Regatul Unit.[4]

## Lista cântecelor
1. „That's My Goal”
2. „No Promises”
3. „Stand by Me”
4. „All My Life”
5. „You're Not Alone”
6. „I Cry”
7. „What About Me”
8. „Back at One”
9. „Someone to Love”
10. „Something Worth Living For”
11. „A Better Man”
12. „Next to Me”
13. „Over the Rainbow”

## Clasamente
| Clasament           | Clasare | Certificare        | Vânzări  | Referințe         |
| ------------------- | ------- | ------------------ | -------- | ----------------- |
| Irish Albums Chart  | 1       | 4× disc de platină | 60.000+  | [ 5 ] [ 6 ]       |
| Sweden Albums Chart | 8       | —                  |          | [ 5 ]             |
| UK Albums Chart     | 2       | disc de platină    | 520.000+ | [ 5 ] [ 7 ] [ 8 ] |
| United World Chart  | 1       | —                  | 600.000+ | [ 5 ]             |